# Sisowath Youtevong
Sisowath Youtevong (en jemer: អ្នកអង្គម្ចាស់ ស៊ីសុវត្ថិ យុត្តិវង្ស; n. Udong, 1913 - f. Nom Pen, 17 de julio de 1947) fue un príncipe, político y líder nacionalista camboyano que fungió como Primer ministro de Camboya desde las elecciones constituyentes de 1946, las primeras elecciones en la historia de su país, y su dimisión el 15 de julio de 1947, pocos días antes de su fallecimiento. Fue el cuarto jefe de gobierno del país, y el primero democráticamente electo.
Hasta la actualidad, Youtevong es considerado una figura histórica de amplio renombre, siendo generalmente acreditado como el "padre de la democracia en Camboya".

## Biografía
Sisowath Youtevong nació en 1913 en Udong, en el protectorado francés de Camboya, como hijo del príncipe Chamraengvongs (1870-1916) y de la princesa Sisowath Yubhiphan (1877-1967). Estudió en una universidad de ciencias en Francia y recibió un certificado de matemáticas en 1941. En abril de 1946, fue un miembro fundador y posteriormente presidente del Partido Democrático, al que dirigió hacia la victoria en las primeras elecciones celebradas el 1 de septiembre de 1946 para elegir una Asamblea Nacional Constituyente, la cual redactó una carta magna que garantizaba una monarquía parlamentaria. Youtevong fue elegido Primer ministro, y la nueva constitución entró en vigor el 6 de mayo de 1947. Tan solo dos meses más tarde, el 15 de julio, debió dimitir por su salud deteriorada y falleció en Nom Pen dos días después, en el hospital de Calmette.

## Vida personal
Sisowath Youtevong se casó con una francesa llamada Dominique Laverne y tuvo dos hijas: Sisowath Kantara (nacida en 1945) y Sisowath Lenanda (nacida en 1946).